# Stolperstein von London

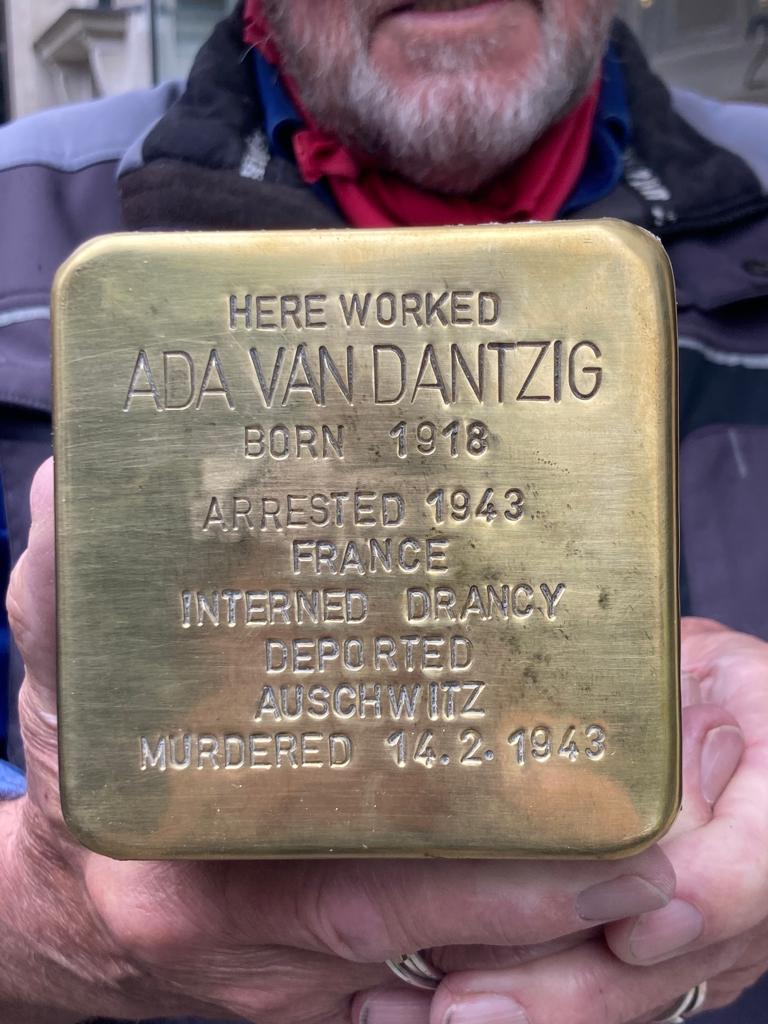
Gunter Demnig mit dem ersten Stolperstein von London

Der bisher einzige Stolperstein von London ist Ada van Dantzig gewidmet, einer niederländischen Gemälderestauratorin. Stolpersteine werden vom Kölner Künstler Gunter Demnig in weiten Teilen Europas verlegt. Sie erinnern an das Schicksal der Menschen, die von den Nationalsozialisten ermordet, deportiert, vertrieben oder in den Suizid getrieben wurden und liegen im Regelfall vor dem letzten selbstgewählten Wohnsitz des Opfers.
Der erste Stolperstein in London wurde am 30. Mai 2022 vom Künstler persönlich verlegt.

## Stolperstein
| Stolperstein | Übersetzung | Verlegeort            | Name, Leben |
| ------------ | --- | --------------------- | --- |
|              | HIER ARBEITETE ADA VAN DANTZIG GEB. 1918 VERHAFTET 1943 FRANKREICH INTERNIERT DRANCY DEPORTIERT AUSCHWITZ ERMORDET 14.2.1943 | 2 & 3 Golden Square · | Ada van Dantzig, auch Anna, wurde am 3. August 1918 in Rotterdam geboren. Ihre Eltern waren der Bankkaufmann David van Dantzig und Wilhelmina Jacoba van Dantzig-Catz. Sie hatte drei Geschwister: Paul Hermann (geboren 1921), Jenny Louise (geboren 1924) und Hugo Michel. Van Dantzig wurde Gemälderestauratorin und arbeitete ab 1934 in London in einem privaten Atelier. Nach dem Kriegsausbruch 1939 kehrte van Dantzig gegen Rat und Bitten von Freunden und Kollegen, nach Rotterdam zu ihrer Familie zurück. Sie versuchten alle zu flüchten, in Frankreich wurde die Familie verraten und Ada van Dantzig, ihre Schwester, ihr Bruder Paul und ihre Eltern wurden im Sammellager Drancy festgesetzt. Von dort wurden alle vier am 11. Februar 1943 mit dem Transport 47 in das Vernichtungslager Auschwitz deportiert. Ada van Dantzig, ihre Mutter und ihre Schwester wurden dort am 14. Februar 1943, kurz nach Einlangen des Transportes in Auschwitz, ermordet. Im März 1943 folgte der Mord an Paul van Dantzig, im Oktober 1943 der an David van Dantzig. Es überlebte einzig ihr Bruder Hugo. Dieser war früher geflohen als der Rest der Familie, unter falschem Namen landete er als südafrikanischer Soldat in einem Kriegsgefangenenlager in Deutschland und überlebte dieses. Er starb 2009. |

## Verlegung
Es handelt sich um den ersten Stolperstein Englands. Er wurde durch ein Fundraising finanziert.